# Shrewsbury Rock
Shrewsbury Rock är en klippö i Australien. Den ligger i delstaten Queensland, omkring 720 kilometer norr om delstatshuvudstaden Brisbane.